# Utniki
Utniki – wieś sołecka w Polsce położona w województwie mazowieckim, w powiecie kozienickim, w gminie Grabów nad Pilicą. Dawniej w województwie Radomskim , Kieleckim i Sandomierskim 
W latach 1975–1998 miejscowość administracyjnie należała do województwa radomskiego.
Wierni kościoła rzymskokatolickiego należą do parafii Świętej Trójcy w Grabowie nad Pilicą.

Przypisy
1. ↑  Raport o stanie gminy Grabów nad Pilicą w 2023. Liczba mieszkańców w dn. 31.12.2023 s. 6
2. ↑  Oficjalny Spis Pocztowych Numerów Adresowych, Poczta Polska S.A., październik 2013, s. 1316 [zarchiwizowane z adresu 2014-02-22].
3. 1 2  GUS. Wyszukiwarka TERYT
4. ↑  Państwowy Rejestr Nazw Geograficznych – miejscowości – format XLSX, Dane z państwowego rejestru nazw geograficznych – PRNG, Główny Urząd Geodezji i Kartografii, 5 listopada 2023, identyfikator PRNG: 143389
5. ↑  Strona gminy, sołectwa
6. ↑  Rozporządzenie w sprawie wykazu urzędowych nazw miejscowości i ich części (Dz.U. z 2013 r. poz. 200)
7. ↑  Łukasz Karol Uliasz, Mirosław Krajewski, Dzieje Grabowa i gminy Grabów nad Pilicą, Utniki ; Grabów ; [Brodnica]: Wszechnica Wydawnicza i Edukacyjna "Verbum", 2022, ISBN 978-83-65394-71-2 [dostęp 2024-09-14]. Brak numerów stron w książce
8. ↑  Opis parafii na stronie diecezji